# Joseph Alfred Micheler

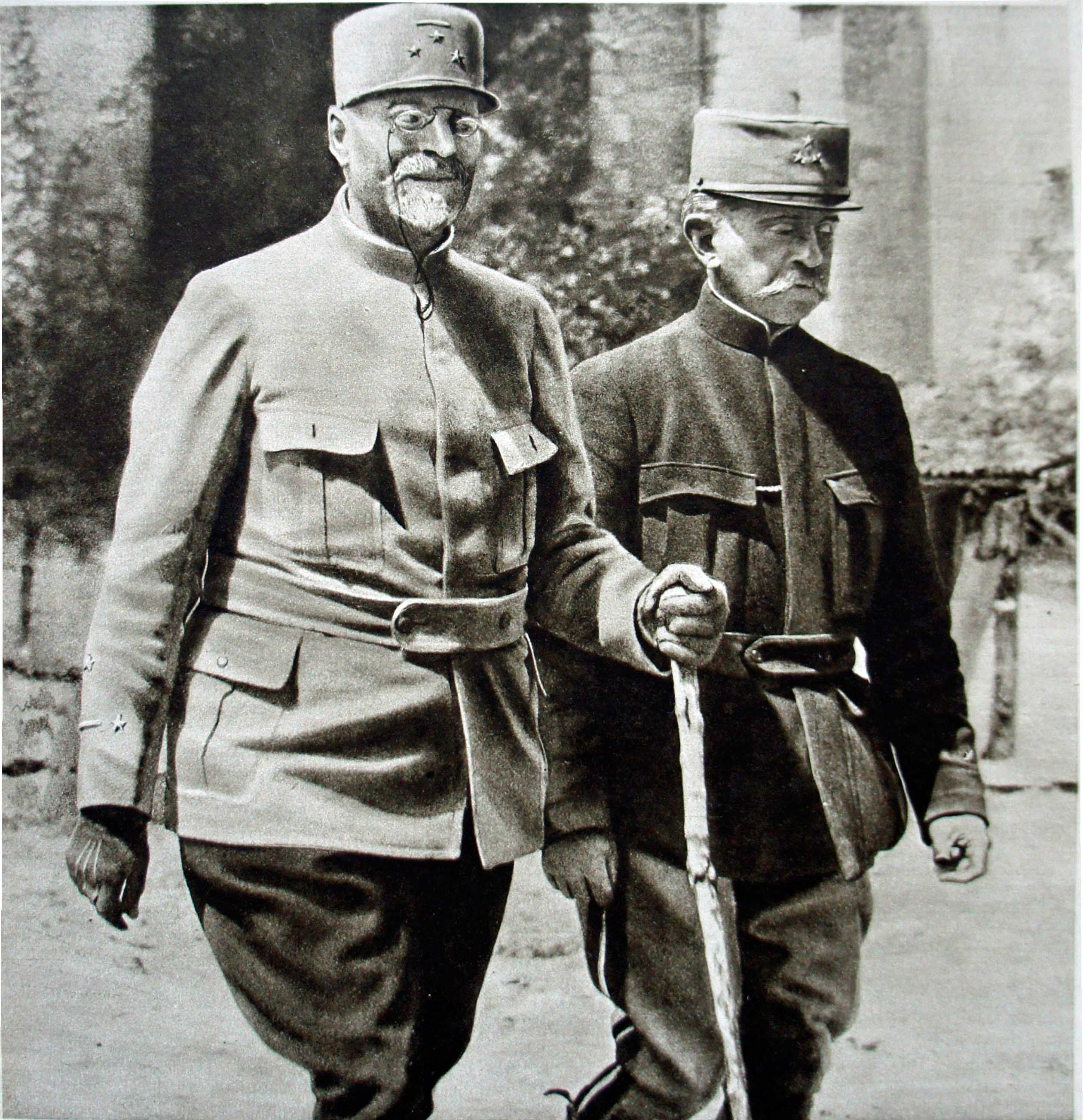
General Micheler (links) mit Jean-Baptiste Marchand im Oktober 1915

Joseph Alfred Micheler (* 23. September 1861 in Phalsbourg, Département Moselle; † 17. März 1931 in Nizza) war ein französischer Offizier, zuletzt Général de division, der im Ersten Weltkrieg Armeen und zeitweilig eine Heeresgruppe befehligte.

## Leben
Micheler wurde als Sohn eines Militärs geboren und besuchte von 1880 bis 1882 die Militärschule Saint-Cyr. Nach seinem Abschluss diente er unter anderem in Tunesien, bevor er die École supérieure de guerre sowie das Zentrum für höhere militärische Studien besuchte. Seit 1912 im Rang eines Obersts stehend, war er zu Beginn des Ersten Weltkriegs Chef des Stabes des VI. Armeekorps. Am 6. Januar 1915 wurde er zum Chef des Stabes der von Pierre Auguste Roques befehligten 1. Armee ernannt. Von August 1915 bis Ende März 1916 befehligte er die 53. Infanteriedivision, mit der er unter anderem an der Herbstschlacht in der Champagne teilnahm. Kurze Zeit befehligte er auch das XXXVIII. Armeekorps, bevor er am 4. April 1916 an die Spitze der für die Teilnahme an der Schlacht an der Somme vorgesehenen 10. Armee trat.
Sein schneller Aufstieg in hohe Positionen setzte sich fort, als er zum 1. Januar 1917 den Befehl über die neugebildete Groupe d’Armées de Réserve (G.A.R.) erhielt, die ab April in der Schlacht an der Aisne (Nivelle-Offensive) eingesetzt wurde. Dabei war es seine Aufgabe, mit den ihm unterstellten drei Armeen einen Durchbruch an dem von den Deutschen gehaltenen Chemin des Dames zu erzielen. Micheler selbst hatte schwere Zweifel an den Erfolgsaussichten des Angriffs und konspirierte hinter dem Rücken des Oberkommandierenden Robert Nivelle mit anderen Generälen sowie Politikern, um eine Streichung oder zumindest Abänderung der Pläne zu erreichen. Als Nivelle Anfang April seinen Rücktritt androhte, falls seine Pläne geändert würden, mussten die Verschwörer klein beigeben. Die schnell zu hohen Verlusten führende Offensive musste nach dem Ausbruch von Meutereien in der französischen Armee abgebrochen werden. Micheler teilte danach nicht das Schicksal Nivelles, der kaltgestellt und nach Nordafrika abgeschoben wurde, sondern wurde nach der Auflösung der G.A.R. kurzzeitig an die Spitze der 1. Armee, später der 5. Armee gesetzt. Im Juni 1918, nach dem Erfolg der deutschen Offensive zwischen Aisne und Marne im Rahmen der „Frühjahrsoffensive“, wurde er, wie seine Kollegen Denis Auguste Duchêne von der 6. Armee und Louis Ernest de Maud’huy, aufgrund parlamentarischen Druckes seines Kommandos entbunden und zur Disposition gestellt. Im April 1919 nahm er seinen endgültigen Abschied aus dem Militärdienst. Er starb 1931 in Nizza. Nach seinem Tod gab Oberst Émile Emmanuel Herbillon einen auf Michelers Aufzeichnungen aus dem Ersten Weltkrieg basierenden Band über ihn heraus.
Michelers älterer Bruder Frédéric Henry diente ebenfalls als General im Ersten Weltkrieg, er erlag 1917 einer Kriegsverletzung.

## Auszeichnungen (Auswahl)
- Kommandeur der Ehrenlegion (1916)
- Croix de guerre 1914–1918 mit drei Palmenzweigen